# Catedral de San Gil (Graz)
La catedral de San Gil  o simplemente catedral de Graz (en alemán: Dom Sankt Ägydius) es el nombre que recibe un edificio religioso afiliado a la Iglesia católica que constituye uno de los monumentos más importantes, tanto histórico como cultural y artístico de la ciudad de Graz, en Estiria en el país europeo de Austria. Es la catedral de la diócesis de Graz-Seckau.
Fue construida en el siglo XV en estilo gótico tardío bajo el reinado del emperador Federico III. Fue Iglesia de la Corte del emperador del Sacro Imperio, esta fue elevada en 1786 al estatus de catedral, como la sede de la diócesis de Graz.
Una iglesia dedicada a San Egidio Abad ya estaba de pie en este lugar por lo menos desde el siglo XII. En 1438 Federico III comenzó la construcción del castillo en Graz y la catedral de hoy en día, como una iglesia de la corte, terminada en 1464 en el estilo gótico tardío. El arquitecto fue probablemente Hans Niesenberger, ya conocido en Ratisbona en 1459 como Maestro von der Weissnaw Grätz, y en la catedral de Milán, en 1483, como maestro Johannes von Graz. En 1615 se construyó la sacristía y entre 1617 y 1667 se añadieron las cuatro capillas.

## Véase también

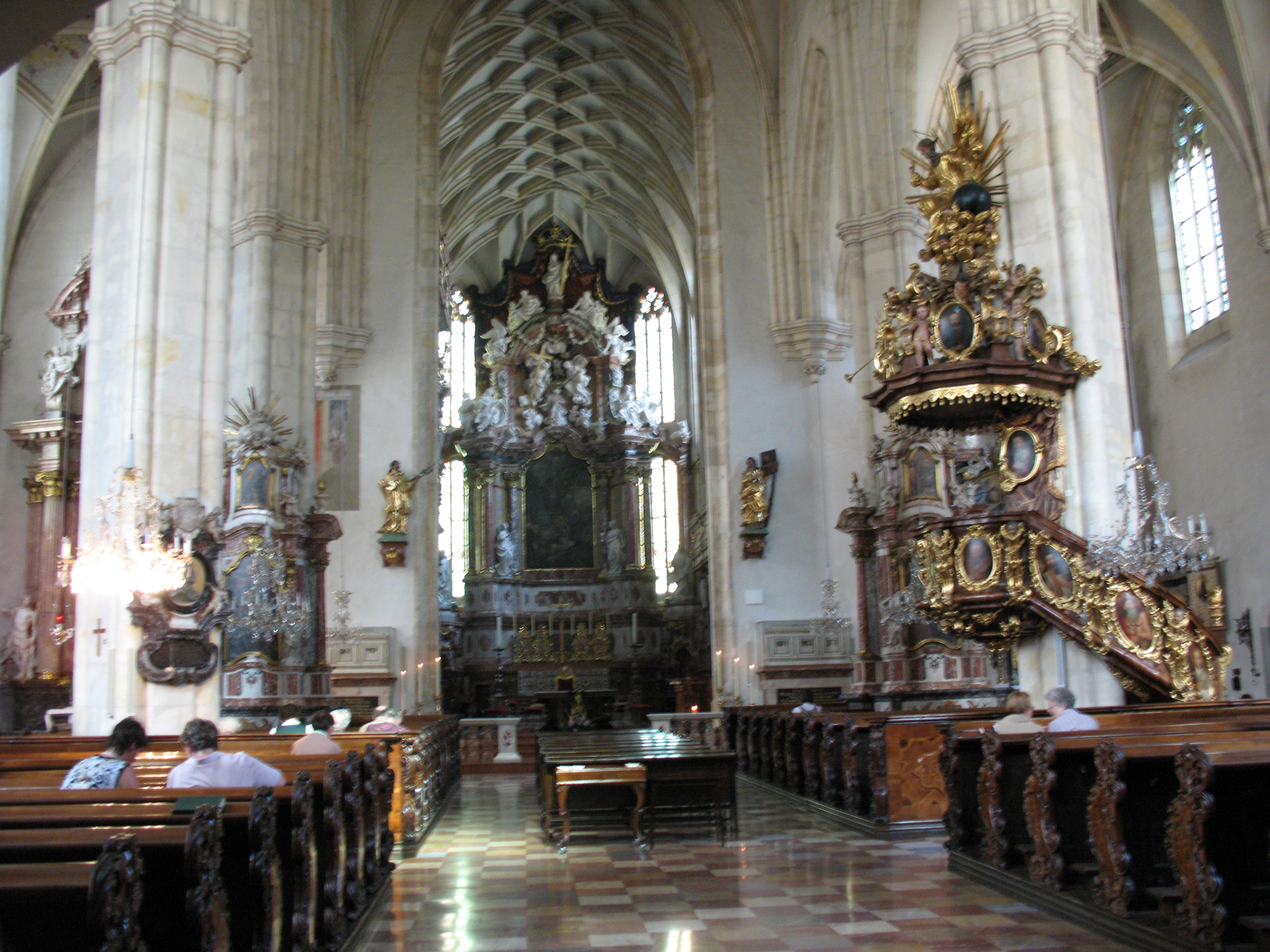
Vista interna